# Récicourt
Récicourt is een gemeente in het Franse departement Meuse (regio Grand Est) en telt 157 inwoners (2008). De plaats maakt deel uit van het arrondissement Verdun.
In 1973 werden de gemeenten Brabant-en-Argonne en Brocourt-en-Argonne aangehecht maar in 2004 werden beide dorpen terug zelfstandige gemeenten.

## Geografie
De oppervlakte van Récicourt bedraagt 13,7 km², de bevolkingsdichtheid is 11,8 inwoners per km².
De onderstaande kaart toont de ligging van Récicourt met de belangrijkste infrastructuur en aangrenzende gemeenten.

## Demografie
Onderstaande figuur toont het verloop van het inwonertal (bron: INSEE-tellingen).